# Eunogyra
Genre
Eunogyra est un genre d'insectes lépidoptères de la famille des Riodinidae et de la sous-famille des Riodininae.
Ils résident en Amérique du Sud, au Brésil.

## Dénomination
Le genre a été nommé par John Obadiah Westwood en 1851.

## Liste des espèces
- Eunogyra curupira  Bates, 1868;  présent au Brésil.
- Eunogyra satyrus Westwood, [1851]; présent au Brésil.

### Source
- Eunogyra sur funet